# Dorcadion mosqueruelense
Dorcadion mosqueruelense là một loài bọ cánh cứng trong họ Cerambycidae.